# 디지몬 어드벤처:
《디지몬 어드벤처:》(일본어: デジモンアドベンチャー:, Digimon Adventure:)는 도에이 애니메이션에서 제작한 TV 애니메이션이자 신 디지털 몬스터의 첫 작품으로, 구 디지털 몬스터의 TV 시리즈 중의 하나이자 1번째인 《디지몬 어드벤처》를 리부트한 작품이다. 2020년 4월 5일부터 2021년 9월 26일까지 후지 TV에서 방영했으며, 대한민국에서는 2022년 3월 21일부터 8월 30일까지 대원방송 계열, 특히 애니원에서 방영했다.

## 개요
코로나19 범유행으로 인해 도에이 애니메이션의 공지에 따라 2020년 4월 26일부터 휴방하게 되었으며, 같은 날에 방송 예정이었던 제4화와 그 이후의 방송이, 6월 28일에 방영 재개되었다. 휴방기간 중 4월 26일부터 5월 31일까지 이전에 방영했던 《게게게의 기타로 (제6작)》 재방영으로 대체되었다.

### 방송 일시
| 방송 채널 | 방송일                           | 방송 시간 |
| --------- | -------------------------------- | --------- |
| 후지 TV   | 2020년 4월 5일 ~ 2021년 9월 26일 | 종료      |
| 애니원    | 2022년 3월 21일 ~ 8월 30일       | 종료      |
| 애니박스  | 2022년 3월 24일 ~ 9월 8일        | 종료      |

## 제작진
- 제작 : 도에이 애니메이션
- 저작권 : 도에이 애니메이션

## 주제가

### 일본어판

#### 오프닝
《미확인비행선》
작사 - 모리 유리코 / 작곡, 편곡 - 마부치 나오즈미
노래 - 타니모토 타카요시

#### 삽입곡
《Be the Winners》
작사 - 모리 유리코 / 작곡 - 마부치 나오즈미 / 편곡 - 시타라 테츠야
노래 - 타니모토 타카요시
《X-treme Fight》
작사 - 모리 유리코 / 작곡, 노래 - 타니모토 타카요시 / 편곡 - 미야자키 마코토
《Break the Chain》
작사, 작곡, 편곡, 노래 - 타니모토 타카요시

#### 엔딩
《분함은 종》(제1화 ~ 제13화)
작사, 노래 - 후지카와 치아이 / 작곡, 편곡 - 후지나가 류타로
《Q?》(제14화 ~ 제26화)
작사, 노래 - Reol / 작곡 - Giga, Reol / 편곡 - Giga
《Mind Game》(제27화 ~ 제38화)
작사, 작곡, 노래 - Maica_n / 작사 - Faith / 편곡 - 네기시 타카무네
《Overseas Highway》(제39화 ~ 제54화)
작사 - Orange star, 월피스 카터 / 작곡 - Orange star / 편곡 - 루완
노래 - 월피스 카터
《Dreamers》(제55화 ~ 최종화(67))
작사 - SUNNY BOY / 작곡 - KENTZ, Phoenix Storm / 편곡 - KENTZ
노래 - 에이티즈

### 한국어판

#### 오프닝
《미확인비행선》
노래 - TULA

#### 삽입곡
《Be the Winners》
노래 - TULA
《X-treme Fight》
노래 - TULA
《Break the Chain》
노래 - TULA

#### 엔딩
《꽃이 필때》(제12화까지)
작사 - 미야와키 시온 / 작곡 - 키쿠치 카츠히토 / 편곡 - 쿠보 코지
노래 - 홍소영(서울특별시 가주초등학교 5학년)
《래일로의 패스》(제26화까지)
작사 - 미야와키 시온 / 작곡 - ArmySlick, Jam9 / 편곡 - ArmySlick
노래 - 홍소영(서울특별시 가주초등학교 5학년)
《이지러진 달》(제38화까지)
작사 - 미야와키 시온 / 작곡 - ArmySlick, Emyli / 편곡 - ArmySlick
노래 - 홍소영(서울특별시 가주초등학교 5학년)
《다시 널 만나는 그날》(제54화까지)
작사 - 미야와키 시온 / 작곡 - ArmySlick, Emyli / 편곡 - ArmySlick
노래 - 홍소영(서울특별시 가주초등학교 5학년)
《Dreamers》(최종화(67)까지)
노래 - 에이티즈